# Sneglehøj von Mern
 Der Sneglehøj von Mern ist ein sogenannter Schneckenhügel (dänisch sneglehøj) in Mern Skovhuse auf  der dänischen Insel Seeland. Er ist ein bronzezeitlicher Grabhügel (dänisch Oldtidshøj). Der Hügel misst etwa 40 mal 6 Meter.
Das Besondere an Sneglehøjen ist ein spiralförmig um den Rundhügel bis zur Spitze laufender Prozessionsweg. Hügel dieser Art sind in Dänemark auf Seeland und die angrenzenden Regionen beschränkt. Der Weg wird nicht mit einer alten Verwendung des Hügels verbunden und als Ausdruck der romantischen Gartenkunst in den letzten 150 Jahren betrachtet.
Es gibt einige Hügel mit diesem Namen, so den Sneglehøj von Kirke Sonnerup, den Sneglehøj von Gladsaxe, den in der Lejre Kommune, den Sneglehøj auf Møn, den Sneglehøj bei Vordingborg-Liselund, den Rørtang Sneglehøj und den Stolpegaard Major in Kopenhagen. 
Es gibt so bezeichnete Rundhügel in Deutschland (Schneckenhügel Aurich) und England (Snail Mound in Lyveden New Bield). 